# Kom igen, Stefan!
Kom igen, Stefan! är en svensk hockeyserie som var med i serietidningen Buster under åren 1983–1986. Serietecknaren Abel Romero tecknade serien assisterad av sonen Marcelo Romero och manus skrevs av Bengt-Åke Cras. Serien startade i nummer 5 1983 och avslutades tre år senare efter 15 avsnitt.

## Handling
Efter grundskolan börjar Stefan Almgren jobba som assistent till chefen Joel Larsson, en av delägarna i firman Lundmark & son, men bara två veckor senare läggs företaget ner. I stället flyttar han till brukssamhället Dalmyra (som i serien ligger i Dalarna) för att börja en helt ny tillvaro. Stefan var en lovande hockeyspelare men lade skridskorna på hyllan för att satsa på gitarrspelandet i bandet Lugna Gatan. Men väl i Dalmyra återupptar han hockeyn och börjar spela för Dalmyra AIF i division 1. I jakten på en plats i elitserien blir Stefan en viktig spelare för klubben.
Under kvalserien får Stefan problem med knät men vägrar att vila. I sista matchen bärs han ut på bår och tvingas åka till sjukhus medan Dalmyra kämpar vidare mot elitserien. Efter denna sjukhusvistelse tvingas Stefan avsluta sin karriär.

### Alla nummer serien var med i
- Nr. 5/83
- Nr. 6/83
- Nr. 7/83
- Nr. 8/83
- Nr. 9/83
- Nr. 22/83
- Nr. 23/83
- Nr. 24/83
- Nr. 25/83
- Nr. 26/83
- Nr. 1/86
- Nr. 2/86
- Nr. 3/86
- Nr. 4/86
- Nr. 5/86